# سیارک ۶۵۶۹

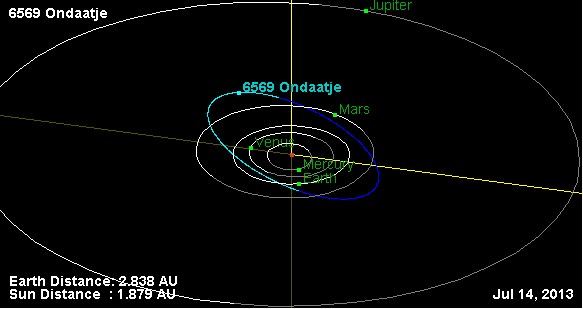
نمایی از محل سیارک ۶۵۶۹ در مدار - ۲۰۱۳

سیارک ۶۵۶۹ (به انگلیسی: 6569 Ondaatje، نامگذاری:1993MO) شش هزار و پانصد و شصت و نهمین سیارک کشف شده‌است که در ۲۲ ژوئن ۱۹۹۳ کشف شد.